# 弯齿革菌属
弯齿革菌属（学名：Deviodontia）是刺革菌科下的一个属。

## 下属物种
本属包括以下物种：
- 细囊弯齿革菌 Deviodontia pilaecystidiata (S.Lundell) Hjortstam & Ryvarden